# 桂門三郎
桂 門三郎（かつら もんざぶろう、1879年 - 没年不詳）は、落語家（上方噺家）。本名、浅井徳之助。

## 人物
はじめ、錦影絵師の4代目富士川都正の門下で富士川都雀を名乗る。1908年ごろに落語家に転じ桂仁左衛門門下になり門三郎となる。8代目桂文楽「黒門町」の著書の『芸談あばらかべっそん』によると8代目文楽の若いころに一緒に満州（中国）にドサ回りをしている。また同著書ではこのころ本業が鬘屋で暇があれば高座に上がっていたという。
その後安来節の一座に入ったりしていた。1933年に2代目立花家花橘の立ち上げた無所属の一派に参加しているが、それ以降活動の消息は不明で没年も不詳。
十八番は「越中橋」「吉野火山」であった、また曲独楽も売りであったという。
初代桂小南、2代目桂三木助、初代桂南天らは兄弟弟子にあたる。